# El barret de cascavells
El barret de cascavells (títol original en italià: Il berretto a sonagli) és una comèdia en dos actes de 1917, original de l'escriptor i dramaturg sicilià Luigi Pirandello. La traducció catalana, a càrrec de Josep Maria de Sagarra, va ser estrenada al Teatre Romea, la vetlla del 27 de novembre de 1923.
Amb l'estrena d'aquesta peça teatral, el teatre de Pirandello va arribar per primer cop a Catalunya.

## Repartiment de l'estrena
- Emília Baró: La Senyora Beatriu Fiòrica.
- Maria Morera: Joana, criada vella de Beatriu.
- Teresa Gay: La Senyora Assumpta Labella, mare de Beatriu.
- Matilde Xatart: La Sarraïna, drapaire.
- Lluïsa Rodríguez: Nina.
- Joaquim Montero: Sr. Enric Ciampa
- Enric Lluelles: Francesc Labella, germà de Beatriu
- August Barbosa: El Delegat Spano.

## Altres posades en escena
Els mesos de juny i juliol de 1951, el mateix teatre Romea va fer-ne una reposició sota la direcció de Lluís Orduna amb el següent repartiment: Lluís Orduna (Sr. Enric Ciampa), Paquita Ferràndiz, Llorenç Duran, Pau Garsaball, Roser Coscolla, Emília Baró (que ja havia participat en l'estrena de 1923), Pepeta Gelabert i Núria Espert.
L'any 1993, el Teatre Lliure, sota la direcció de Lluís Homar va posar la traducció de Sagarra a l'escenari del teatre de Gràcia amb el següent repartiment: Nadala Batista, Jordi Bosch i Palacios (Sr. Enric Ciampa), Gabriela Flores (Nina), Pepe Guinyol, Teresa Lozano, Pep Pla, Carlota Soldevila i Emma Vilarasau.